# Готландский лесной пожар (1992)
Готландский лесной пожар в 1992 году (также известный как пожар Краклингбо и пожар Торсбурген) — массовый стихийный пожар, начавшийся рано утром 9 июля 1992 года на острове Готланд, когда в лесу в южной части Торсбургена вспыхнул пожар. Пожар не унёс ни одной жизни, но перерос в один из крупнейших лесных пожаров в стране за последнее время. Лесной пожар охватил площадь более 1000 га, из которых около 740 га были лесными землями. В результате пожара была проведена крупнейшая спасательная операция в современной истории Готланда.

## Пожар
9 июля 1992 года Готланд пострадал от сильного лесного пожара. Начало лета 1992 года было необычайно теплым и без осадков, и земля была сухой. В этот день также был свежий южный ветер около 15 м/с. Пожар начался в лесу на южной части старинного замка Торсбурген, в нескольких сотнях метров к северу от Ардре Люка. Пожар быстро распространился и вскоре стал верховым, а из-за ветра образовался огненный смерч с фронтом в два километра, который продвигался на север к ферме Хайдебю и церкви Крёклингбо. Огонь велся по трем фронтам. Два фланга, каждый длиной шесть километров, медленно распространяющиеся наружу, и фронт шириной 2,5 километра на севере, который распространялся очень быстро.

## Тушение пожара
Через 24 часа, утром 10 июля 1992 года, ширина пожара составляла один километр, а длина — около пяти километров. К этому времени на месте происшествия находилось около сотни пожарных, 60 призывников из гарнизона Висбю и несколько добровольцев. На пожарной станции в Крёклингбо был создан спасательный центр. Для тушения пожара с воздуха был задействован вертолёт Q-90 из Висбю, вертолёт Q-4 . Затем был развёрнут дополнительный вертолёт Q-97 с заблокированным экипажем. В конце также участвовал вертолёт Q-91. Во время пожара на этих вертолетах было налетано в общей сложности почти 44 часа. Было сброшено 414 баррелей воды, около 800 кубических метров.
В течение дня огонь всё ближе подбирался к трём фермам в Хайдебю, и аварийные службы готовились к эвакуации всех жителей района. На фермах царила неразбериха, и многие люди не знали, что делать. Ниссе Олофссон, бывший начальник пожарной станции в Крёклингбо, вместе с 20 другими людьми взял на себя работу по тушению пожара в Хайдебю. Им удалось развести встречный огонь, и когда огонь был всего в 10 метрах от фермы Тора, им удалось остановить его. Затем пламя поднялось на 30 метров в воздух.
К вечеру 11 июля пожарные полосы вокруг были перекрыты, но огонь все еще интенсивно горел внутри.
В утреннем эфире 13 июля местное радио передало сообщение о том, что: «Руководство спасательной службы просит нас объявить, что все пожарные и сотрудники пожарной охраны, находящиеся в отпуске, должны как можно скорее явиться на станцию Висбю». Через некоторое время было объявлено, что самая страшная опасность, похоже, миновала. Ночью и утром 13 июля на Готланде прошел небольшой дождь, который помог погасить пожар. В течение ночи интенсивная операция по тушению пожара проводилась и в самом Торсбургене, в надежде, что огонь не распространится дальше в этом районе. Однако персонал пришлось вывести из района из-за падения деревьев. Около пятидесяти пожарных охраняли южную часть участка, и теперь считалось, что пожар находится под полным контролем .

## Последствия
В общей сложности пожар затронул более 1000 гектаров, из которых около 740 гектаров лесных угодий в районах преимущественно Крёклингбо и Гаммельгарн, пострадал 41 землевладелец. В самом Торсбургене от огня пострадал почти весь лес в центральной и северной части. Прошел месяц, прежде чем спасательные службы смогли объявить об окончании операции. Общая стоимость спасательной операции оценивается примерно в 18,5 миллионов шведских крон. Вооруженные силы поддержали спасательную операцию, предоставив 400 военнослужащих, средства связи, вертолёты и транспортные средства.
Однако лесной пожар 1992 года был не первым в Торсбургене. Когда Карл Линней посетил Торсбурген летом 1741 года, он отметил, что плато было почти полностью лишено леса, «ибо огонь давно поглотил его». Пожар, на который ссылается Линней, — вероятно, большой лесной пожар, который опустошил значительные части приходов Альског, Ала, Ардре и Крёклингбо летом 1655 года.
Весной 1993 года Шведское лесное агентство предприняло несколько попыток на участках ниже плато, так называемой клетке, посадить березу, сосну, австрийскую черную сосну и лиственницу. Черная сосна была выбрана отчасти потому, что она более терпима к высокому уровню извести, а длинные иголки этого дерева дают много чахлого роста.